# 弗朗索瓦·克洛德·阿穆尔 (布耶侯爵)

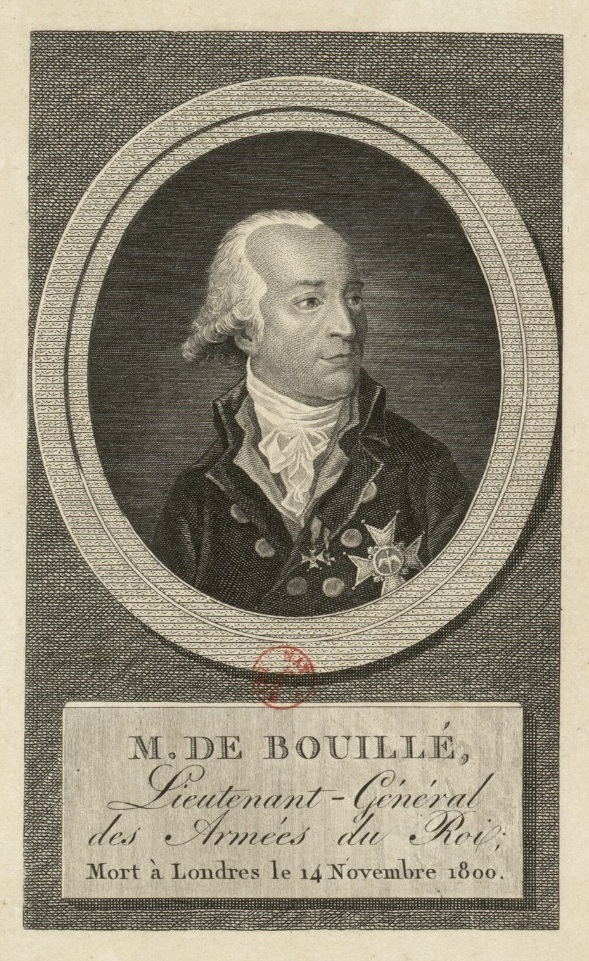
弗朗索瓦·克洛德·阿穆尔

布耶侯爵弗朗索瓦·克洛德·阿穆尔（法語：François Claude Amour, marquis de Bouillé，1739年11月19日—1800年11月14日）是一名法國將軍。 在七年戰爭中脫穎而出後，他於1768年被任命為瓜德羅普島州州長。他最著名的軍事功績發生在美國獨立戰爭期間的西印度群島，在那裡他參與了法國對一些印度土地的佔領。戰爭結束後，他返回法國，在法國大革命時期，他在該國的東北地區擔任軍事指揮。 他是一位堅定的保皇主義者，是參與1791年王室失敗出逃的主要陰謀家，這次失敗迫使德布埃勒被流放。 他繼續積極參與第一聯盟成員的諮詢工作，該聯盟在法國革命戰爭的初期反對革命法國的力量。 他在倫敦流亡中去世，並在法國國歌《馬賽曲》中被人視為討厭的保皇派。